# Meiothericles
Meiothericles is een geslacht van rechtvleugeligen uit de familie Thericleidae. De wetenschappelijke naam van dit geslacht is voor het eerst geldig gepubliceerd in 1977 door Descamps.

## Soorten
Het geslacht Meiothericles omvat de volgende soorten:
- Meiothericles debilis Descamps, 1977
- Meiothericles pusillus Descamps, 1977
- Meiothericles vittatus Descamps, 1977